# 蔡侯斉
蔡侯斉（さいこうせい）は、春秋時代の蔡の最後の君主。元侯の子。紀元前450年に元侯の跡を継いだが、紀元前447年、楚の恵王に滅ぼされた。在位4年。